# La Défense de Cadix contre les Anglais
La Défense de Cadix contre les Anglais – ou en espagnol Defensa de Cádiz contra los ingleses – est un tableau réalisé en 1634-1635 par le peintre espagnol Francisco de Zurbarán. Cette huile sur toile est une peinture de bataille qui représente une demi-douzaine de dignitaires espagnols en surplomb de la côte andalouse pendant la défense contre la Royal Navy, lors de la bataille de Cadix en 1625. L'œuvre est conservée au musée du Prado, à Madrid.